# Championnat de France de football 1933-1934
Navigation
1932-1933 1934-1935
Le championnat de France de football 1933-1934 est la deuxième édition du championnat de France de football professionnel. 
La première division, baptisée « Division nationale », voit son nombre de participants réduit de vingt à quatorze, réunis dans un groupe unique, tandis qu'une deuxième division, baptisée « Division interrégionale ».
Le FC Sète remporte la compétition et signe par la même occasion le premier doublé « coupe-championnat » de l'histoire du football professionnel en France.

## Clubs participants
| - FC Antibes - AS Cannes - SC Fives - Olympique lillois - Olympique de Marseille - SO Montpellier - OGC Nice | - SC Nîmes - CA Paris - Racing Club Paris - Stade rennais UC - Excelsior AC Roubaix - FC Sète - FC Sochaux |

| \| OGC Nice FC Antibes AS Cannes SC Fives Ol. lillois Ol. Marseille SO Montpellier SC Nîmes CA Paris RC Paris Stade rennais UC Excelsior AC FC Sète FC Sochaux \| Localisation des clubs engagés dans le championnat. |
| OGC Nice FC Antibes AS Cannes SC Fives Ol. lillois Ol. Marseille SO Montpellier SC Nîmes CA Paris RC Paris Stade rennais UC Excelsior AC FC Sète FC Sochaux                                                           |

| OGC Nice FC Antibes AS Cannes SC Fives Ol. lillois Ol. Marseille SO Montpellier SC Nîmes CA Paris RC Paris Stade rennais UC Excelsior AC FC Sète FC Sochaux |

## Résumé de la saison
Le championnat s'affirme et les clubs continuent d'investir pour faire venir en France de nombreux joueurs étrangers. Ils sont notamment treize Autrichiens, à l'image du gardien de but international Rudi Hiden au Racing, qui sera naturalisé et deviendra international français, mais aussi quinze Britanniques et sept Hongrois.
La saison est marquée par les catastrophiques résultats du FC Sochaux et du Racing, considérés comme deux des favoris, qui terminent aux deux dernières places non relégables, mais surtout par le grand suspense pour l'attribution du titre. Quatre clubs vont en effet se succéder en tête et terminer dans un intervalle de deux points : l'Olympique lillois, tenant du titre, son voisin le SC Fives, et deux clubs du sud, l'Olympique de Marseille et le FC Sète. 
Le sprint final pour le titre réserve cependant une énorme surprise. Le quotidien L'Auto titre en effet en une, dès le 30 avril 1934 : « L'Olympique de Marseille est virtuel champion de France », car Sète, qui vient de disputer son dernier match, ne compte qu'un point d'avance et une différence de buts défavorable sur l'OM, à qui il reste trois matchs à jouer. Il suffit donc alors à Marseille d'un match nul lors de ces trois matchs en retard pour obtenir le titre. Tout le monde en convient : Marseille est « virtuellement » champion. 

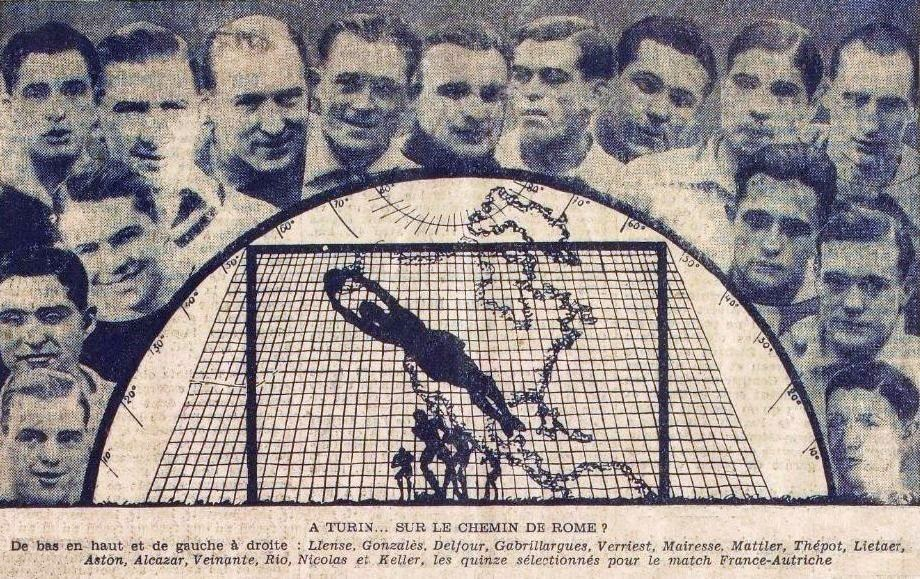
Les quinze sélectionnés français pour le premier match de Coupe du monde, dont les Sétois Llense et Gabrillargues.

Le FC Sète part en tournée en Afrique du Nord « monnayer » sa victoire en Coupe de France, face aux mêmes Marseillais, en pensant le titre perdu. La finale de la Coupe a cependant été heurtée et trois joueurs marseillais sont suspendus pour s'en être pris à l'arbitre : Alcazar, Di Lorto et Zermani. Marseille s'incline dans la foulée face au CA Paris, pourtant dernier, puis sur le terrain de l'Olympique lillois, lors des deux premiers matchs en retard. Le dernier match, décisif, a lieu le 20 mai, en match en retard de la 24e journée, face à l'Excelsior de Roubaix, qui s'impose 2-4 à l'Huveaune devant 10 000 spectateurs. La légende dit que c'est à la terrasse du café « Roi de la bière » à Casablanca, au Maroc, que les joueurs sétois apprennent la nouvelle : Marseille a perdu ses trois matchs en retard et Sète est donc champion. 
Quelques jours après la fin de saison débute en Italie la 2e Coupe du monde. La sélection française, comme pratiquement toutes ses concurrentes, ne compte que des joueurs évoluant au pays. Au moment d'affronter la redoutable Autriche au premier tour, en huitième de finale, quatre titulaires seulement évoluent en première division : Étienne Mattler (Sochaux), Edmond Delfour (RC Paris), Noël Liétaer (Excelsior) et Joseph Alcazar (Olympique de Marseille) — le seul ayant participé au sprint final pour le titre — contre sept venant de deuxième division (dont trois du Red Star et deux du FC Rouen). Les Français défendent vaillamment leurs chances mais s'inclinent après prolongation (3-2).

## Compétition

### Résultats
| Résultats (▼dom., ►ext.)                                   | FCA | ASC | SCF | OL  | OM  | SOM | OGCN | SCN | CAP | RCP | SRUC | EAC | SET | SOC |
| FC Antibes                                                 |     | 4-1 | 0-7 | 3-1 | 1-3 | 3-3 | 3-2  | 4-2 | 3-1 | 1-0 | 1-1  | 2-1 | 3-0 | 3-1 |
| AS Cannes                                                  | 1-0 |     | 0-0 | 2-0 | 1-1 | 3-1 | 2-2  | 1-1 | 3-1 | 6-2 | 0-2  | 1-0 | 4-1 | 4-0 |
| SC Fives                                                   | 0-0 | 1-2 |     | 3-0 | 2-3 | 2-1 | 5-2  | 5-2 | 2-0 | 3-3 | 5-0  | 1-0 | 4-2 | 3-0 |
| Olympique lillois                                          | 4-0 | 3-1 | 1-1 |     | 6-1 | 6-2 | 3-0  | 3-1 | 4-1 | 0-0 | 5-4  | 4-2 | 6-0 | 2-2 |
| Olympique de Marseille                                     | 3-2 | 4-0 | 2-1 | 1-3 |     | 3-1 | 4-0  | 7-3 | 3-1 | 4-1 | 7-1  | 2-4 | 3-3 | 4-0 |
| SO Montpellier                                             | 3-2 | 0-0 | 4-1 | 2-1 | 3-3 |     | 3-1  | 2-4 | 3-2 | 1-0 | 1-2  | 2-6 | 4-1 | 3-2 |
| OGC Nice                                                   | 1-1 | 3-1 | 0-0 | 3-2 | 0-3 | 1-1 |      | 1-2 | 5-2 | 2-0 | 4-2  | 3-3 | 1-4 | 2-1 |
| SC Nîmes                                                   | 5-0 | 4-1 | 3-4 | 3-3 | 0-2 | 2-0 | 5-2  |     | 5-1 | 3-1 | 5-3  | 3-0 | 0-2 | 7-1 |
| CA Paris                                                   | 1-3 | 5-1 | 0-1 | 0-3 | 3-1 | 1-4 | 6-1  | 7-0 |     | 1-4 | 3-6  | 3-6 | 2-3 | 4-6 |
| RC Paris                                                   | 5-2 | 5-1 | 1-0 | 1-0 | 0-1 | 3-0 | 4-3  | 1-1 | 4-1 |     | 2-3  | 3-3 | 1-1 | 0-2 |
| Stade rennais UC                                           | 2-2 | 2-2 | 1-0 | 1-5 | 1-0 | 2-6 | 2-1  | 6-2 | 8-2 | 2-1 |      | 5-2 | 4-4 | 2-2 |
| Excelsior AC Roubaix                                       | 2-3 | 3-1 | 1-1 | 2-0 | 4-3 | 3-2 | 3-1  | 1-0 | 3-2 | 3-6 | 4-2  |     | 3-3 | 2-1 |
| FC Sète                                                    | 4-2 | 4-0 | 2-2 | 1-0 | 1-0 | 1-1 | 4-0  | 8-2 | 6-2 | 2-1 | 3-1  | 4-2 |     | 3-1 |
| FC Sochaux                                                 | 6-4 | 3-3 | 1-3 | 3-5 | 4-1 | 0-0 | 3-1  | 6-3 | 2-3 | 3-2 | 6-2  | 1-2 | 3-2 |     |
| - Victoire à domicile - Match nul - Victoire à l'extérieur |     |     |     |     |     |     |      |     |     |     |      |     |     |     |

### Classement final
| Rang | Équipe                 | Pts | J  | G  | N | P  | Bp | Bc | GA    |
| ---- | ---------------------- | --- | -- | -- | - | -- | -- | -- | ----- |
| 1    | FC Sète C              | 34  | 26 | 14 | 6 | 6  | 69 | 52 | 1,327 |
| 2    | SC Fives               | 33  | 26 | 13 | 7 | 6  | 57 | 31 | 1,839 |
| 3    | Olympique de Marseille | 33  | 26 | 15 | 3 | 8  | 69 | 46 | 1,5   |
| 4    | Olympique lillois T    | 32  | 26 | 14 | 4 | 8  | 70 | 40 | 1,75  |
| 5    | Excelsior AC Roubaix   | 30  | 26 | 13 | 4 | 9  | 65 | 59 | 1,102 |
| 6    | Stade rennais UC       | 27  | 26 | 11 | 5 | 10 | 67 | 75 | 0,893 |
| 7    | FC Antibes             | 27  | 26 | 11 | 5 | 10 | 52 | 60 | 0,867 |
| 8    | SO Montpellier         | 26  | 26 | 10 | 6 | 10 | 53 | 55 | 0,964 |
| 9    | SC Nîmes               | 25  | 26 | 11 | 3 | 12 | 68 | 72 | 0,944 |
| 10   | AS Cannes              | 25  | 26 | 9  | 7 | 10 | 42 | 52 | 0,808 |
| 11   | RC Paris               | 23  | 26 | 9  | 5 | 12 | 51 | 49 | 1,041 |
| 12   | FC Sochaux             | 22  | 26 | 9  | 4 | 13 | 60 | 70 | 0,857 |
| 13   | OGC Nice               | 17  | 26 | 6  | 5 | 15 | 42 | 69 | 0,609 |
| 14   | CA Paris               | 10  | 26 | 5  | 0 | 21 | 55 | 90 | 0,611 |

Victoire à 2 points
Résultat
- Champion de France 1933-1934
- Vice-champion de France 1933-1934
- 13e et 14e : relégation en Division Interrégionale
- Abandon du professionnalisme en fin de saison

Abréviations
T : Tenant du titre

C : Vainqueur de la Coupe de France 1933-34
En cas d'égalité entre deux clubs, le premier critère de départage est la moyenne de buts.

### Promus et relégués
Les instances décident de passer la première division de 14 à 16 clubs pour la saison suivante. Par conséquent, pour compenser la relégation des deux derniers lors de cette édition, quatre clubs de deuxième division sont promus.
Sont relégués en deuxième division : le CA Paris, dernier, et l'OGC Nice, qui abandonne finalement le professionnalisme au terme de la saison et repart en Division d'honneur.
Sont promus en première division : le Red Star Olympique et l'Olympique Alès, qui terminent en tête de leur groupe respectif, ainsi que le FC Mulhouse et le RC Strasbourg. Ces deux derniers ont fini seulement 3e et 4e du groupe Nord, mais ils remportent les barrages de montée organisés par la Fédération, devançant l'AS Saint-Étienne et le FC Rouen, qui a déclaré forfait en l'absence de ses internationaux partis à la Coupe du monde. Pour le Red Star et le FC Mulhouse, il s'agit d'un retour car ils avaient été relégués de première division à l'issue de la première saison.

## Statistiques
- Meilleure attaque : Olympique lillois avec 70 buts marqués en 26 matchs
- Meilleure défense : SC Fives avec 31 buts encaissés en 26 matchs
- Plus mauvaise attaque : AS Cannes et OGC Nice avec 42 buts marqués
- Plus mauvaise défense : CA Paris avec 90 buts encaissés.

### Meilleurs buteurs

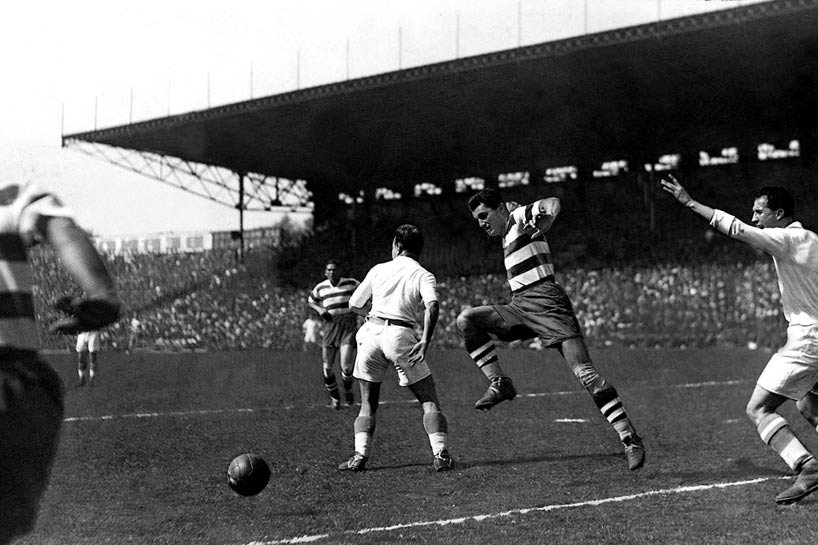
István Lukács sous le maillot sétois en 1934.

L'avant-centre hongrois du FC Sète István Lukács, nommé « Étienne Lukacs » dans la presse, termine en tête du classement des buteurs avec 28 réalisations en 26 matchs - un ratio sensiblement supérieur aux deux meilleurs buteurs de la saison précédente.
| Place | Joueur                | Nationalité          | Club                   | Buts |
| ----- | --------------------- | -------------------- | ---------------------- | ---- |
| 1er   | István Lukács         | Hongrie              | FC Sète                | 28   |
| 2e    | Walter Wollweiler     | Allemagne            | Stade rennais UC       | 25   |
| 3e    | Roger Courtois        | France               | FC Sochaux             | 23   |
| 4e    | Vaclav Bara           | Tchécoslovaquie      | SC Fives               | 19   |
| -     | André Simonyi         | France               | Olympique lillois      | 19   |
| -     | Joseph Alcazar        | France               | Olympique de Marseille | 19   |
| 7e    | Karoly Kovacs         | Hongrie              | FC Antibes             | 17   |
| 8e    | Vilmos Kohut          | Hongrie              | Olympique de Marseille | 16   |
| 9e    | Ernest Libérati       | France               | SC Fives               | 15   |
| 10e   | Arpad Belko           | France               | FC Antibes             | 14   |
| -     | Jean Boyer            | France               | Olympique de Marseille | 14   |
| -     | Josef Silný           | Tchécoslovaquie      | SC Nîmes               | 14   |
| -     | Émile Veinante        | France               | RC Paris               | 14   |
| 14e   | Yvan Beck             | Yougoslavie / France | FC Sète                | 13   |
| -     | André Chauvel         | France               | Stade rennais UC       | 13   |
| -     | Willy Delesse         | France               | RC Paris               | 13   |
| -     | Walter Kaiser         | Allemagne            | Stade rennais UC       | 13   |
| -     | Norbert Van Caeneghem | France               | Excelsior AC Roubaix   | 13   |

## Effectifs
| Les Sétois victorieux en Coupe de France · René Llense, le gardien de but sétois |

Le FC Sète utilise seize joueurs seulement cette saison-là,.
| Joueur                         | Nationalité          | Poste          | Matchs joués | Buts     |
| ------------------------------ | -------------------- | -------------- | ------------ | -------- |
| René Llense                    | France               | Gardien de but | 26           | 0        |
| Joseph Hillier, dit « Joe »    | Angleterre           | Défenseur      | 26           | 0        |
| Marcel Capelle                 | France               | Défenseur      | 11 ou 12     | 0        |
| Vincent Gasco                  | Espagne / France     | Défenseur      | 7            | 0        |
| Milorad Mitrović               | Yougoslavie          | Défenseur      | 5            | 0        |
| René Franquès                  | France               | Défenseur      | 3            | 0        |
| Márton Bukovi, dit « Marcel »  | Hongrie              | Demi           | 26           | 0        |
| Yves Dupont                    | Hongrie              | Demi           | 26           | 0        |
| Louis Gabrillargues            | France               | Demi           | 25           | 3        |
| Ali Benouna                    | France (Algérie)     | Ailier         | 23           | 6        |
| Jules Monsallier               | France               | Ailier         | 25           | 9        |
| Fernand Sagnier                | France               | Ailier         | 3            | 0        |
| Yvan Bek (cap.)                | Yougoslavie / France | Inter          | 26           | 13 ou 14 |
| Charles Cros, dit « Charlie »  | France               | Inter          | 20           | 8 ou 9   |
| Marcel Miquel                  | France               | Inter          | 6            | 0        |
| István Lukács, dit « Étienne » | Hongrie              | Avant centre   | 26           | 28       |

Entraîneur :  René Dedieu